# Waduk Wadaslintang
Waduk Wadaslintang är en reservoar i Indonesien.   Den ligger i provinsen Jawa Tengah, i den västra delen av landet, 400 km öster om huvudstaden Jakarta. Waduk Wadaslintang ligger 184 meter över havet. Arean är 12,3 kvadratkilometer. I omgivningarna runt Waduk Wadaslintang växer i huvudsak städsegrön lövskog. Den sträcker sig 7,2 kilometer i nord-sydlig riktning, och 5,6 kilometer i öst-västlig riktning.